# 竹田光広
竹田 光広（たけだ みつひろ、1963年4月13日 - ）は、日本の実業家。元株式会社ユナイテッドアローズ代表取締役社長。

## 人物・経歴
福岡県出身。小学校3年のときに北九州市から福岡市東区に引っ越す。福岡大学附属大濠高等学校在学中は模試で福岡県トップの成績となるなどしたが、「東大、一橋大はどうみても安泰」と考え、ディスコに入り浸るようになり成績が下がってしまった。英語教諭の影響や姉が住友商事に務めていたことなどから、総合商社で働きたいと考えるようになり、総合商社への就職に有利な国立大学への進学を考え、1986年大分大学経済学部卒業、兼松江商入社。2004年兼松繊維欧米輸入製品部長。2005年ユナイテッドアローズ入社。2010年ユナイテッドアローズ取締役常務執行役員。2011年ユナイテッドアローズ取締役副社長。2012年からユナイテッドアローズ代表取締役社長を務め、海外展開や、電子商取引の強化を進めた。2021年ユナイテッドアローズ取締役相談役。